# 戴爾 (佛羅里達州)
戴爾（英語：Dyal）是位於美國佛羅里達州拿騷縣的一個非建制地區。該地的面積和人口皆未知。

## 地理
戴爾的座標為30°37′16″N 81°52′13″W / 30.62111°N 81.87028°W，而該地的平均海拔高度為13米（即43英尺）。